# Mikszany
Mikszany (biał. Мікшаны, Mikszany; ros. Микшаны, Mikszany) – wieś na Białorusi, w obwodzie grodzieńskim, w rejonie ostrowieckim, w sielsowiecie Gudogaje.

## Historia
W czasach zaborów wieś i folwark w okręgu wiejskim Dziegieniewo, w gminie Polany, w powiecie oszmiańskim, w guberni wileńskiej Imperium Rosyjskiego. W 1866 roku wieś liczyła 24 dusze rewizyjne, należała do dóbr Wojnaryszki, własność Raczyńskiego. W 1905 roku wieś liczyła 87 mieszkańców, 76 dziesięcin; folwark liczył 16 mieszkańców, 47 dziesięcin, własność Rogińskiego.
Po I wojnie światowej pod administracją polską, w Zarządzie Cywilnym Ziem Wschodnich. W latach 1920–1922 w składzie Litwy Środkowej.
Od 11 kwietnia 1922 leżały w Polsce, w województwie wileńskim, w powiecie oszmiańskim, w gminie Polany.
W 1931:
- wieś w 22 domach zamieszkiwało 112 osób[6].
- folwark w 2 domach zamieszkiwało 14 osób[6].

Wierni należeli do parafii rzymskokatolickiej w Gudogajach. Miejscowość podlegała pod Sąd Grodzki w Oszmianie i Okręgowy w Wilnie; właściwy urząd pocztowy mieścił się w Oszmianie.
Po II wojnie światowej w granicach Związku Sowieckiego. Od 1991 w niepodległej Białorusi.